# Guitar Man (canción)
"Guitar Man" (Lit. "El hombre de la guitarra" o "El guitarrista") es una canción compuesta por Jerry Reed. El tema original de Reed alcanzó el puesto # 53 de los Billboard country music charts in 1967 Poco tiempo después Elvis Presley grabó sus propias versiones del tema, en la primera oportunidad acompañado por el mismo Reed. Elvis realizó al menos dos versiones de Guitar Man durante su vida y la tercera consistió en una remasterización de Reed en 1981 con la voz de Elvis que logró ascender aún más que las versiones anteriores en los charts.
La canción interpretada por Elvis en como segmento de apertura junto a Trouble constituyen una de las estructuras principales del show televisivo conocido como Elvis 1968 NBC TV Special y una alegoría de la propia vida de Elvis como arquetipo del sueño americano.

## Versión de Elvis Presley
La canción grabada por Elvis el 10 de septiembre de 1967 en el estudio B de RCA en Nashville, Tennessee, fue recluida a un simple bonus track del álbum Clambake pero para los fanes de Elvis más exigentes, la grabación fue considerada como un brillante momento de iluminación después de un largo período musical oscuro. Además de ser un bonus track del álbum Clambake editado el 23 de octubre de 1967, la canción se usó para el formato sencillo como cara A con Hi-Heel Sneakers en la cara B.Este sencillo se lanzó al mercado el 3 de enero de 1968.
Gitar Man se convirtió en el tema central de televisión para la NBC de 1968 que significó el regreso de Elvis a las actuaciones en vivo. Elvis realizó allí uns segunda interpretación como medley con Trouble y Guitar Man para la cortina de inicio de su especial televisivo de la NBC conocido popularmente como 1968 Come Back Special.  El evento comenzó con Elvis cantando el medley delante de un gran grupo de bailarines con guitarras realizando una coreografía de él Jailhouse Rock en sus celdas. De alguna manera la canción Guitar Man fue usada una y otra vez a lo largo del programa para musicalizar a historia de un guitarrista que recorre las carreteras en busca de trabajo, e ingresando a burdeles o clubes nocturnos enfrentándose a las adversidades que ello implica. Esas secuencias coreográficas yuxtaponían una escena de ficción con el verdadero surgimiento de un Elvis cuya imagen dura, provocativa y sexy aún seguía manteniendo.
Guitar Man alcanzaría el puesto #  43 del Billboard Hot 100 y el # 19 del UK Singles Chart en su momento.
En 1981, "Guitar Man" se volvió a grabar con un nuevo arreglo, con la voz original de Presley intacta, y fue el último de sus once éxitos country en alcanzar el puesto número uno. El disco también alcanzó el puesto veintiocho en el Billboard Hot 100 y fue su último éxito pop entre los 40 primeros en los EE. UU.
Bajo el nombre de "Guitar Man" también se ha editado un álbum compilatorio con temas de las sesiones de grabación de 1966 y 1967. El compilado se editó en formato de CD doble donde se incluyeron diferentes tomas alternativas de la canción que da nombre al compilado, grabadas en 1967 además de otros temas de la época.Por otro lado y bajo el mismo nombre, RCA lanzó al mercado un FTD de cinco CDs reuniendo las sesiones de grabación de 1967 y 1968. 

### Versión de 1967
- Elvis Presley – voz principal
- Scotty Moore — guitarra rítmica
- D. J. Fontana — batería
- Jerry Reed – guitarra acústica líder
- Chip Young – guitarra rítmica
- Harold Bradley – guitarra rítmica
- Charlie McCoy – guitarra rítmica
- Floyd Cramer – piano
- Bob Moore – contrabajo
- Buddy Harman – batería

### Versión de 1968
Ver Elvis (NBC-TV Special)

### Versión de 1981
- Elvis Presley – voz principal
- Jerry Reed – guitarra eléctrica líder
- Jerry Shook — guitarra
- Larry Byrom — guitarra eléctrica
- Mike Leech — bajo
- Jerry Carrigan — bajo
- David Briggs — piano

## Charts
| Charts (1967)         | Posición alcanzada |
| --------------------- | ------------------ |
| Australia             | 26                 |
| Bélgica Ultratop      |                    |
| Canada                | 10                 |
| Canadá RPM 100        | 36                 |
| UK Singles Chart      | 19                 |
| US Billboard Hot 100  | 43                 |
| U.S. Cash Box Top 100 | 42                 |

| Charts (1981)                    | Posición alcanzada |
| -------------------------------- | ------------------ |
| Canada RPM Country Tracks        | 1                  |
| Bélgica                          | 39                 |
| US Billboard Hot Country Singles | 1                  |
| US Billboard Hot 100             | 28                 |
| US Billboard Adult Contemporary  | 16                 |